# Bautastein Honningsvåg

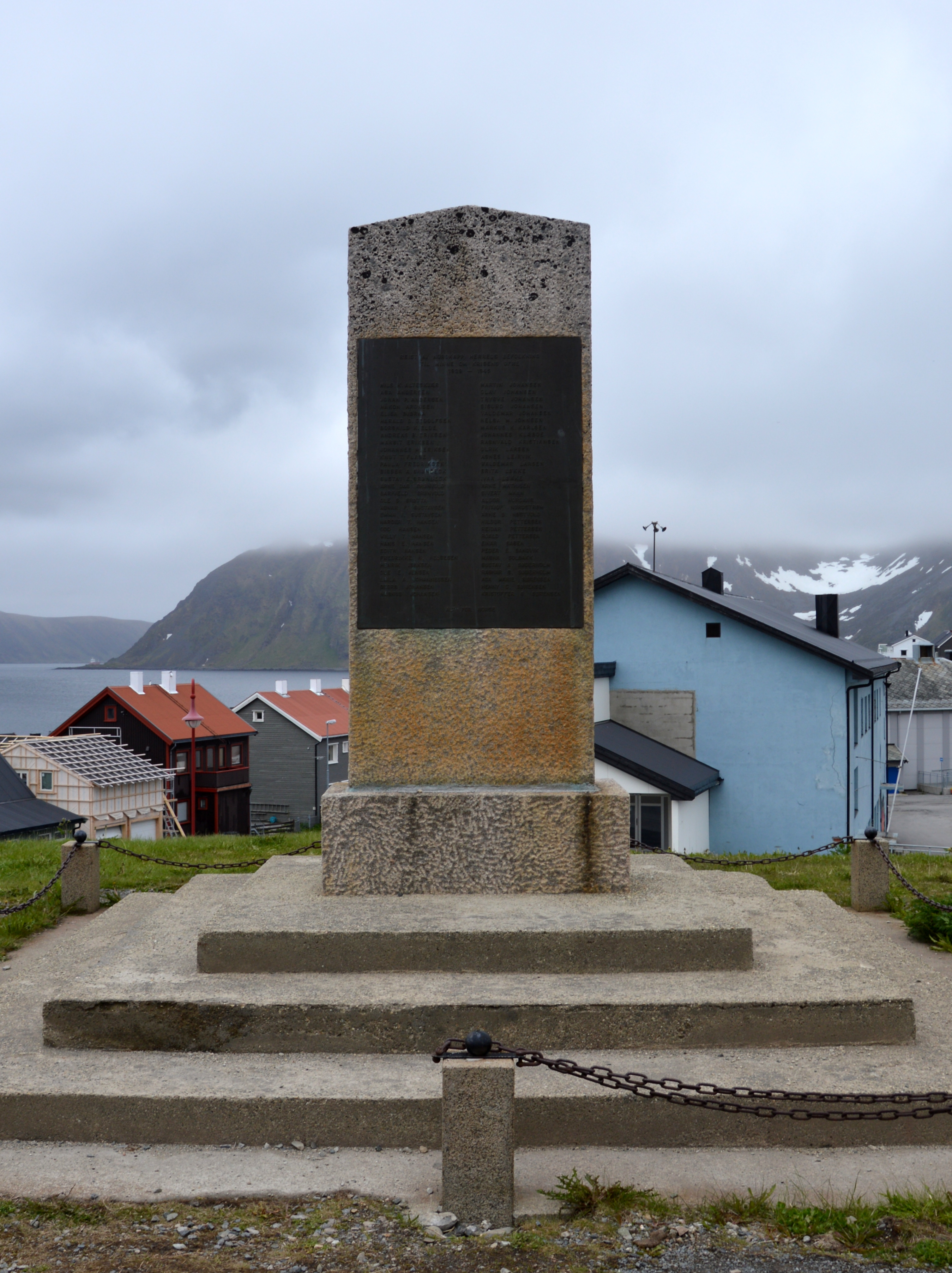
Bautastein Honningsvåg

Der Bautastein Honningsvåg ist ein Denkmal in der norwegischen Stadt Honningsvåg in der Gemeinde Nordkapp. Es wurde zum Gedenken an die Einwohner der Gemeinde errichtet, die durch den Zweiten Weltkrieg ums Leben kamen.
Es befindet sich westlich vor der Kirche von Honningsvåg im Zentrum der Stadt, auf der Südseite der Kirkegata.

## Gestaltung und Geschichte
Das Denkmal wurde in der Form eines auf einem Sockel ruhenden Bautasteins errichtet und steht erhöht auf einem dreistufigen Podest. Auf der Ostseite des Steins ist eine Tafel mit den Namen von 59 Kindern, Frauen und Männern aus der Gemeinde eingearbeitet, die dem Zweiten Weltkrieg zum Opfer fielen. Umgeben ist das Denkmal von einer Umrahmung aus einer zwischen Pfosten gespannten Kette.
Für die Errichtung des Denkmals war ein Bautastein-Komitee gegründet worden. Die Einweihung des Denkmals erfolgte am Sonntag, dem 12. Juli 1953. Am Vormittag wurde vom Pfarrer Nils A. Eidem zunächst ein Gedenkgottesdienst  gehalten, an dem auch der Honningsvåger Männergesangsverein teilnahm. Die Feierlichkeiten zur eigentlichen Einweihung fanden dann bei strahlendem Sonnenschein ab 17.00 Uhr statt. Vor 1.500 erschienenen Menschen spielte der Honningsvåger Musikverein den Marche Funebre von Chopin. Der Vorsitzende des Komitees Erling Johannessen hielt eine Ansprache, gefolgt von einer Gesangsdarbietung des Männergesangsverein. Der norwegische Außenminister Halvard Lange nahm dann die Einweihung vor. Es folgte die Übergabe des Denkmals an die Kommune und die Niederlegung von Kränzen.
Der Musikverein spielte dann Norge, mitt Norge!. Abschließend sangen alle die norwegische Nationalhymne Ja, vi elsker dette landet begleitet mit Blasmusik.

### Inschrift
Die Inschrift am Bautastein lautet:
REIST AV NORDKAPP HERREDS BEFOLKNING

TIL MINNE OM KRIGENS OFRE

1939 - 1945

| NILS K. ALTESKJÆR     | OLAV JOHANSEN          |
| AGA ANDERSEN          | TRYGVE JOHANSEN        |
| JOHANN P. ANDERSEN    | SIGURD JOHANSEN        |
| HÅKON ARONSEN         | VALDEMAR JOHANSEN      |
| ELISA BJØRNÅ          | HELGA M. JOHNSEN       |
| HARALD D. CEDOLFSEN   | MARKUS K. KARLSEN      |
| BORGHILD K. ELDE      | JOHANNES KLÆBOE        |
| ANDREAS B. ERIKSEN    | RAGNVALD KRISTIANSEN   |
| MARGIT ERIKSEN        | ULRIK LARSEN           |
| JOHANNES M. ERIKSEN   | AGNES LEIRVIK          |
| KNUT T. FLAGE         | WALDEMAR LARSEN        |
| PAULA FREDRIKSEN      | BRITA LØKKE            |
| BIRGER A. GRØNBECK    | IVAR LØKKE             |
| ARNE DAG GRØNVOLD     | ARNE MATHISEN          |
| GARFJELD GRØNVOLD     | SIVERT MAAN            |
| OLE S. GRØTTA         | ALDOR NORDANG          |
| AGNAR F. GUSTAVSEN    | FRITJOF NORDSTRØM      |
| EMMA I. GUSTAVSEN     | ARNE B. NØSTVOLD       |
| HARDER T. HANSEN      | HILDUR PETTERSEN       |
| ODD HANSEN            | REIDAR PETTERSEN       |
| WILLY T. HANSEN       | ROALD PETTERSEN        |
| HANS E. HANSEN        | EINAR SAGEN            |
| EDITH HANSEN          | PEDER E. SANDVIK       |
| FREDRIKKE H. HELGESEN | MAGNA SOLBAKK          |
| HENRIK ISAKSEN        | GUSTAV A. SØDERHOLM    |
| OLE E. JENSEN         | RAGNAR G. SØDERHOLM    |
| LAILA A. JOHANNESSEN  | ADA MARIE SØRENSEN     |
| GEORG JOHANSEN        | HENNY C. SØRENSEN      |
| MAGNUS JOHANSEN       | KRISTOFFER G. SØRENSEN |
| MARTIN JOHANSEN       |                        |

ALT FOR NORGE